# Чиків (хутір)
Чиків (рос. Чиков) — хутір у Октябрському районі Волгоградської області Російської Федерації.
Населення становить 375 осіб. Входить до складу муніципального утворення Заливське сільське поселення.

## Історія
Хутір розташований у межах українського історичного та культурного регіону Жовтий Клин.
Згідно із законом від 15 грудня 2004 року № 968-ОД  органом місцевого самоврядування є Заливське сільське поселення.

## Населення
| 2010 |
| ---- |
| 375  |